# Университет Маунт-Ройал
Университет Маунт-Ройал — общественный исследовательский университет, расположенный в Калгари, Альберта, Канада.

## История
Университет Маунт-Ройал был основан в 1910 году по указу правительства провинции Альберта. Маунт-Ройал стал высшим учебным заведением в 1931 году как Колледж Маунт-Ройал (Mount Royal Junior College (MRC)), который предлагал двухгодичные курсы с последующим переводом в университет Альберты, а позже и в университет Калгари. В 1972 году Маунт-Ройал переехал из нескольких зданий в центре Калгари в новый кампус в Линкольн-Парке на территории, ранее использовавшейся в качестве авиабазы. Военный мемориал с почётным списком посвящён выпускникам Маунт-Ройал, которые добровольно вызвались служить в Вооружённых силах Канады.
Маунт-Ройал получил статус университета в 2009 году от правительства провинции. В настоящее время средний размер учебной группы — 29 студентов.
В 2017 году университет Маунт-Ройал был награждён объединением "Changemaker Campus" фонда Ашока, присоединившись к 44 университетам, которые являются ведущими вузами в области социальных инноваций и изменений.